# Time Odyssey
Time Odyssey è il secondo album studio del chitarrista statunitense Vinnie Moore, pubblicato nel 1988, sotto contratto con la PolyGram Records.
È stato registrato a Gladwyne, in Pennsylvania, nel febbraio del 1988.

## Tracce
1. Morning Star – 3:24
2. Prelude/Into The Future – 4:23
3. Beyond The Door – 5:29
4. Message in a Dream – 9:10
5. As Time Slips by – 6:43
6. Race with Destiny – 6:36
7. While My Guitar Gently Weeps – 4:40
8. The Tempest – 8:48
9. Pieces of a Picture – 6:14
10. April Sky – 5:10

## Formazione
- Vinnie Moore – chitarra, produzione
- Jordan Rudess – tastiere
- Joe Franco – batteria
- Michael Bean – basso